# The Redemption of Helene
The Redemption of Helene è un cortometraggio muto del 1916 diretto da Edward Sloman.

## Produzione
Il film fu prodotto dalla Lubin Manufacturing Company.

## Distribuzione
Distribuito dalla General Film Company, il film - un cortometraggio in tre bobine - uscì nelle sale USA il 24 febbraio 1916.